# بالكارسي (مقاطعة بوينس آيرس)
بالكارسي، مقاطعة بوينس آيرس (بالإسبانية: Balcarce, Buenos Aires Province)‏ هي منطقة سكنية تقع في الأرجنتين في بالكارسي (مقاطعة بوينس آيرس). يقدر عدد سكانها بـ 44,064 نسمة وترتفع عن سطح البحر 97 متر.

## المناخ
يظهر الجدول التالي التغييرات المناخية على مدار السنة لبالكارسي:
| البيانات المناخية لـبالكارسي                          | البيانات المناخية لـبالكارسي | البيانات المناخية لـبالكارسي | البيانات المناخية لـبالكارسي | البيانات المناخية لـبالكارسي | البيانات المناخية لـبالكارسي | البيانات المناخية لـبالكارسي | البيانات المناخية لـبالكارسي | البيانات المناخية لـبالكارسي | البيانات المناخية لـبالكارسي | البيانات المناخية لـبالكارسي | البيانات المناخية لـبالكارسي | البيانات المناخية لـبالكارسي | البيانات المناخية لـبالكارسي |
| الشهر                                                 | يناير                        | فبراير                       | مارس                         | أبريل                        | مايو                         | يونيو                        | يوليو                        | أغسطس                        | سبتمبر                       | أكتوبر                       | نوفمبر                       | ديسمبر                       | المعدل السنوي                |
| ----------------------------------------------------- | ---------------------------- | ---------------------------- | ---------------------------- | ---------------------------- | ---------------------------- | ---------------------------- | ---------------------------- | ---------------------------- | ---------------------------- | ---------------------------- | ---------------------------- | ---------------------------- | ---------------------------- |
| متوسط درجة الحرارة الكبرى °م (°ف)                     | 27.6 (81.7)                  | 26.3 (79.3)                  | 24.3 (75.7)                  | 20.3 (68.5)                  | 16.3 (61.3)                  | 12.9 (55.2)                  | 12.2 (54.0)                  | 14.4 (57.9)                  | 16.1 (61.0)                  | 19.4 (66.9)                  | 22.6 (72.7)                  | 25.8 (78.4)                  | 19.8 (67.6)                  |
| المتوسط اليومي °م (°ف)                                | 20.9 (69.6)                  | 20.0 (68.0)                  | 18.3 (64.9)                  | 14.6 (58.3)                  | 11.3 (52.3)                  | 8.4 (47.1)                   | 7.6 (45.7)                   | 9.2 (48.6)                   | 10.6 (51.1)                  | 13.5 (56.3)                  | 16.2 (61.2)                  | 19.0 (66.2)                  | 14.1 (57.4)                  |
| متوسط درجة الحرارة الصغرى °م (°ف)                     | 14.1 (57.4)                  | 13.6 (56.5)                  | 12.3 (54.1)                  | 9.0 (48.2)                   | 6.3 (43.3)                   | 3.8 (38.8)                   | 3.1 (37.6)                   | 4.0 (39.2)                   | 5.0 (41.0)                   | 7.7 (45.9)                   | 9.9 (49.8)                   | 12.2 (54.0)                  | 8.4 (47.1)                   |
| الهطول مم (إنش)                                       | 109.9 (4.33)                 | 82.6 (3.25)                  | 92.1 (3.63)                  | 75.5 (2.97)                  | 62.6 (2.46)                  | 49.3 (1.94)                  | 49.1 (1.93)                  | 51.2 (2.02)                  | 60.1 (2.37)                  | 94.4 (3.72)                  | 91.8 (3.61)                  | 97.4 (3.83)                  | 916.0 (36.06)                |
| متوسط الرطوبة النسبية (%)                             | 70                           | 74                           | 77                           | 79                           | 82                           | 84                           | 84                           | 80                           | 78                           | 76                           | 73                           | 70                           | 77                           |
| ساعات سطوع الشمس الشهرية                              | 269.7                        | 234.5                        | 210.8                        | 171.0                        | 136.4                        | 117.0                        | 124.0                        | 145.7                        | 171.0                        | 204.6                        | 234.0                        | 275.9                        | 2٬294٫6                      |
| نسبة وصول أشعة الشمس                                  | 60.5                         | 61.7                         | 55.4                         | 51.2                         | 44.0                         | 40.5                         | 40.5                         | 44.3                         | 48.0                         | 50.6                         | 55.0                         | 60.3                         | 51.0                         |
| المصدر: Instituto Nacional de Tecnología Agropecuaria |                              |                              |                              |                              |                              |                              |                              |                              |                              |                              |                              |                              |                              |

## توأمة
لبالكارسي (مقاطعة بوينس آيرس) اتفاقيات توأمة مع:
- كاستليوني ميسر مارينو

## أعلام
- خورخي كيسلينغ
- فيرناندو تيليشيا
- خوان مانويل فانجيو